# Santa Inês (Paraíba)
Santa Inês is een gemeente in de Braziliaanse deelstaat Paraíba. De gemeente telt 3.834 inwoners (schatting 2009).